# Un oncle par alliance
Un oncle par alliance è un cortometraggio muto del 1907. Il nome del regista non viene riportato nei credit.

## Trama
Un giovane pensionante gioca una serie di scherzi al suo padrone di casa che, imbufalito, cerca invano di acchiapparlo, giungendo perfino a mettere una ricompensa per la sua cattura.
Sei mesi dopo. Il giovanotto si trova in chiesa, in procinto di sposarsi quando appare lo zio della sposa che è appena arrivato per assistere alla cerimonia. La ragazza abbraccia felice lo zio, ma lo sposo riconosce nell'anziano signore il suo ex padrone di casa. Cerca di filarsela, ma finisce tutto in una mischia. Alla fine, però, tutto si appiana e lo zio benedice la giovane coppia.

## Produzione
Il film fu prodotto dalla Pathé Frères.

## Distribuzione
Distribuito dalla Pathé Frères, il film - un cortometraggio di 165 metri - uscì nelle sale francesi nel 1907. La Pathé lo distribuì anche negli Stati Uniti, dove venne importato e presentato il 21 dicembre 1907 con il titolo inglese An Uncle by Marriage